# Crónica de una fuga
Crónica de una fuga is een Argentijnse thriller/dramafilm uit 2006 van regisseur Adrián Caetano, die werd gebaseerd op ware gebeurtenissen. Het verhaal is een verfilming van de getuigenis die Claudio Tamburrini beschrijft in het boek  Pase libre ('vrije doorgang'). De film verscheen internationaal als Buenos Aires 1977 en als Chronicle of an Escape.
Crónica de una fuga won elf filmprijzen en werd genomineerd voor onder meer de Gouden Palm.

## Verhaal
Het is 1977 en Argentinië gaat gebukt onder de militaire junta. Wanneer Claudio Tamburrini (Rodrigo de la Serna) thuiskomt van een partijtje voetbal bij de lokale amateurclub, staat een groep gewapende mannen onder leiding van Lucas (Diego Alonso) hem op te wachten. Omdat Tamburrini niet meteen met bevredigende antwoorden op hun vragen op de proppen komt, moet hij een nacht mee voor verhoor. Hij zegt niets te weten van het bestellen van een stencilmachine, waarvoor Lucas een verklaring eist. Hij wordt vervolgens naakt, geboeid en geblinddoekt opgesloten in een kamer van een landhuis, samen met een groep identiek behandelde mannen.
Binnen bekent Tano (Martín Urruty) aan Tamburrini dat hij degene was die ervoor gezorgd heeft dat Lucas en zijn mannen bij hem uitkwamen. Hij is zo lang gemarteld, met de bedoeling dat hij een lid van een verzetsgroep zou verraden, dat hij uiteindelijk een willekeurige kennis noemde om de folteringen te doen stoppen. Bij toeval koos hij Tamburrini, die totaal geen weet heeft van verzetsactiviteiten. Lucas eist van hem eveneens dat hij details over een verzetsgroep loslaat, die Tamburrini niet heeft. De ene nacht verhoor loopt op tot meer dan honderd dagen gevuld met vernedering en foltering, wanneer Tamburrini en medegevangenen Guillermo (Nazareno Casero), Gallego (Lautaro Delgado) en Vasco (Matías Marmorato) doordrongen raken van de overtuiging dat ze het huis nooit meer levend zullen verlaten.

## Prijzen en nominaties
De film won 11 prijzen en werd voor 13 andere genomineerd. Een selectie:
| Jaar | Evenement                      | Categorie               | Genomineerde                                   | Resultaat   |
| ---- | ------------------------------ | ----------------------- | ---------------------------------------------- | ----------- |
| 2007 | Cóndor de Plata (55ste editie) | Beste film              | Crónica de una fuga                            | Gewonnen    |
| 2007 | Cóndor de Plata (55ste editie) | Beste regisseur         | Adrián Caetano                                 | Genomineerd |
| 2007 | Cóndor de Plata (55ste editie) | Beste acteur            | Rodrigo de la Serna                            | Genomineerd |
| 2007 | Cóndor de Plata (55ste editie) | Beste mannelijke bijrol | Nazareno Casero                                | Genomineerd |
| 2007 | Cóndor de Plata (55ste editie) | Beste mannelijke bijrol | Pablo Echarri                                  | Genomineerd |
| 2007 | Cóndor de Plata (55ste editie) | Beste bewerkt scenario  | Adrián Caetano, Esteban Student, Julián Loyola | Gewonnen    |
| 2007 | Cóndor de Plata (55ste editie) | Beste camerawerk        | Julián Apezteguia                              | Genomineerd |
| 2007 | Cóndor de Plata (55ste editie) | Beste montage           | Alberto Ponce                                  | Gewonnen    |
| 2007 | Cóndor de Plata (55ste editie) | Beste artdirector       | Juan Mario Roust, Jorge Ferrari                | Genomineerd |
| 2007 | Cóndor de Plata (55ste editie) | Beste geluid            | Fernando Soldevila                             | Genomineerd |
| 2007 | Cóndor de Plata (55ste editie) | Beste filmmuziek        | Iván Wyszogrod                                 | Genomineerd |

## Trivia
- Crónica de una fuga was in 2007 de Argentijnse inzending voor de Golden Globe in de categorie 'beste buitenlandse film' (Best Foreign Language Film). Ze verloor de competitie van Letters from Iwo Jima.
- De man die in de film het personage Guillermo vertelt dat hij drie dagen heeft om alles op te biechten wat hij weet, is de echte Guillermo Fernández, op wie het verhaal mede gebaseerd is.
- Caetano regisseerde acteur Alonso eerder in de miniseries (voor televisie) "Tumberos"  (2002), "Disputas" (2003) en "Uruguayos campeones" (2004)